# Zerubbabel

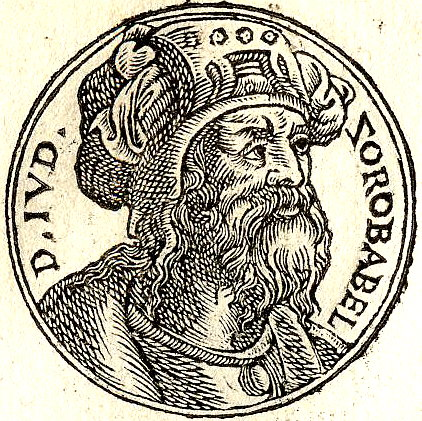
Zerubbabel volgens Promptuarii Iconum Insigniorum

Zerubbabel (Hebreeuws: זְרֻבָּבֶל, waarschijnlijk van het Akkadische zēr-bābili, "nakomeling uit Babel") was stadhouder van de provincie Jehud in de periode van de Perzische koning Darius I (6e eeuw v.Chr.). In de geschiedenis is later niets van hem vernomen. Volgens sommige was hij dezelfde persoon als Šamaš-aba-usur, maar dit is omstreden.
Zerubbabel was de kleinzoon van Jojachin, de voorlaatste koning van het koninkrijk Juda. Volgens Ezra 3:2 was hij de zoon van Sealtiël, volgens 1 Kronieken 3:19 van Pedaja.
Volgens Ezra behoorden Zerubbabel en Jesua tot de eersten die terugkeerden uit de Babylonische ballingschap in 538 v.Chr. en de fundatie legden voor de tweede Joodse Tempel in Jeruzalem, nadat de tempel van Salomo in 587 v.Chr. door Babyloniërs verwoest was.